# Bahía Aguirre
La bahía Aguirre es una pequeña bahía ubicada en la península Mitre, junto al pasaje de Drake. Su boca se extiende desde el cabo Hall al oriente, hasta el extremo sur del cabo San Gonzalo, al occidente. Pertenece al Departamento Ushuaia en la jurisdicción de la Provincia de Tierra del Fuego, Antártida e Islas del Atlántico Sur, Argentina.
Esta bahía fue descubierta en febrero de 1792 por el teniente Juan José de Elizalde y así nombrada en honor de su primo hermano Juan Pedro de Aguirre.
En esta bahía, en una cueva existente entre Punta Jalón y Punta Pique murió de hambre el misionero anglicano Allen Francis Gardiner junto a sus compañeros apostólicos.
Existe también una estancia que lleva el nombre «Bahía Aguirre». Esta se encuentra al oeste de Puerto Español, sobre la misma bahía Aguirre. Esta estancia fue fundada por inmigrantes yugoslavos, y constituyó durante mucho tiempo el último paraje habitado en la península Mitre.